# كيو (فنون قتالية)
كيو. (بالإنجليزية: Kyū)‏، هو مصطلح ياباني، يستخدم في الفنون القتالية، وغيرها من الممارسات التقليدية اليابانية مثل (ikebana)، و (go)، أو (cérémonie du thé) للإشارة إلى مراحل مختلفة من التطور للمبتدئ قبل الحصول على درجة دان. 
نظام الدرجات دان غير قابل للمقارنة في جميع الأنشطة حيث يطبق، نظام الدرجات كيو يختلف كثيرا من نشاط إلى آخر. 
الكيو مُرتب ترتيبا تنازليا، يوجد أثر من ثلاثين مستوى كيو يتخطاه لاعبي الgo، وفي الفنون القتالية يوجد تقليديا ستة.  
في معظم الحالات، الدرجات الخفيفة كيو (Kyū)، تعمل تحث إشراف مسؤولية المدرب، دون حاجة إلى الرجوع إلى اللجان التي لها اعتماد أعلى كما هو الحال بالنسبة لدرجة دان.
البودو أكثر تقليدي بالإضافة إلى كيو(Kyū)  ونظام درجة دان، ولها تسلسل هرمي من المسؤولية: (Oku iri)، و(gogmoguroku) إلخ... حتى (menkyo kaiden) رتبة المعلم الكبير، أو في التدريس و التعليم رتبة: هانشي، شيهان، كيوشي، رونشي،إلخ.. ومع ذلك كلها تبدأ من كيو(Kyū).
في الأيكيدو، بعض المدربين ربط حصول على هاكاما من كيو (Kyū)  على وجه الخصوص، بصفة عامة 3،2، أو 1. ومع ذلك، لا توجد قاعدة عامة، هذا الخيار هو في تقدير لكل معلم. خصوصا أنه مرتبط على ارتداء هاكاما سهولة الحركة الدائمة واقفا أو على الركبة، أن يُعقّد هذا الثوب المبتدئين أول الأسلحة.
في بعض فنون الدفاع  مثل الجودو أو الكاراتيه، معظم دوجو شاهدت تقدم رتب kyus عبر الون  للحزام كيكوغي: أبيض (كيو 6) والأصفر (كيو 5) والبرتقالي (4 كيو)، والأخضر (كيو 3)، الأزرق (كيو 2)، البني (كيو 1).